# Преображенский, Евгений Алексеевич
Евге́ний Алексе́евич Преображе́нский (15 (27) февраля 1886, Болхов, Орловская губерния — 13 июля 1937, Москва, СССР) — деятель российского и международного коммунистического движения, революционер, политик, советский экономист и социолог. Автор книги «Новая экономика».

## Биография

### Родители, учёба и начало революционной деятельности
Родился в семье протоиерея Алексея Александровича Преображенского (с 15 августа 1883 по 17 февраля 1895 гг. — священник болховской Покровской церкви, с 17 февраля 1895 г. — священник болховской же Троицкой церкви, одновременно в 1890—1894 годах — член Болховского отделения Епархиального училищного Совета, с 1 марта 1899 года — председатель Болховского отделения Епархиального училищного Совета, в 1900—1903 годах — представитель от духовенства в Болховском уездном земском собрании, в 1902—1903 годах — благочинный всех церквей города Болхов, впоследствии был участником религиозного обновленческого течения внутри Русской православной церкви, в частности, в 1922 г. представители одной из основных групп обновленческого течения — «Живой церкви», при поддержке местных органов Советской власти, избрали его главой обновленческого руководства Болховской епархии; в 1936 г. арестован, и умер в заключении) и Варвары Алексеевны Преображенской (урождённой Левицкой).
Учился в церковно-приходской школе, затем, в 1895—1897 годах, — в Болховском городском училище, с 1897 года — в Орловской классической мужской гимназии, которую окончил в 1905 году. «В детстве был очень религиозен… — вспоминал сам Е. А. Преображенский. — На четырнадцатому году (в 1900 г.) самостоятельно пришёл к убеждению, что бога не существует, и с этого момента началась у меня упорная борьба внутри семьи против посещения церкви и прочих религиозных обрядов. Это отвращение к религии ещё более укреплялось благодаря тому, что я наблюдал всю религиозную кухню с её закулисной стороны собственными глазами. Мои атеистические воззрения ещё более укрепились, когда я прочитал два тома „Истории культуры“ Кольба. Это поверхностное произведение оказало на меня столь сильное влияние именно потому, что автор последовательно разоблачает все религиозные суеверия и религиозное невежество, не умея, впрочем, понять их исторической закономерности. Последнее, однако, было для моего тогдашнего развития скорей плюсом, а не минусом. Меня интересовало тогда не столько объяснение религии, сколько её абсолютное отрицание».
В 1901 или 1902 году Преображенский впервые познакомился с нелегальной литературой. «Прежде чем в мои руки попало первое подпольное произведение, — вспоминал он, — я был уже достаточно радикально настроен под влиянием чтения „Русского Богатства“, „Русских Ведомостей“, „Отечественных Записок“, Салтыкова-Щедрина и особенно Добролюбова и Писарева. С другой стороны, во время каникул я постоянно наблюдал в деревнях Болховского, Мценского и Брянского уездов, где часто проводил каникулы, бедственное положение, нищету и забитость крестьянства». Так возникла стихийная революционность Преображенского, ещё не определившегося со своей идейно-политической платформой. Вспоминая лето 1902 года, Е. А. Преображенский писал: «В определённый момент передо мной встал во всём объёме чисто практический вопрос: что же делать. Согласен ли я стать в ряды революционеров, со всеми вытекающими отсюда последствиями, как исключение из гимназии, разрыв с семьёй, тюрьма, ссылка и т. д. И вот здесь-то я принял решение и твёрдо сказал себе: да, я перехожу в ряды революционеров, чтобы ни случилось».
В 1902—1903 годах Преображенский, вместе с учащимся Орловской классической мужской гимназии, сыном купца И. Анисимовым, вели революционную пропаганду среди учащихся гимназии, «завели пару кружков, вступили в сношения с поднадзорными города Орла». 

В этот период, — вспоминал Е. А. Преображенский, — у меня появляется мистическая страсть к размножению нелегальной литературы. Печатание на гектографе некоторых небольших вещей точно так же меня не удовлетворяло, хотя с одной и той же массы гектографа мы получали сто экземпляров.
С осени 1903 по февраль 1904 годов Преображенский, будучи членом социал-демократической тройки в Орловской классической мужской гимназии, действовавшей в качестве ячейки Орловского комитета Российской социал-демократической рабочей партии (РСДРП), вёл социал-демократическую пропаганду среди учащихся различных учебных заведений Орла, хранил нелегальную литературу. 

Собственно с конца 1903 г. я считаю себя членом партии, — писал Е. А. Преображенский, — хотя формальный торжественный приём меня, Литкенса и Анисимова в партию состоялся месяца на два-три позже.
В феврале 1904 года Орловский комитет РСДРП, «после некоторого лёгкого коллоквиума», принял Преображенского в члены РСДРП и определил в группу пропагандистов при Орловском комитете РСДРП.
Весной 1904 года Орловский комитет РСДРП поручил Е. А. Преображенскому ведение маленького социал-демократического кружка из 2 рабочих Хрущёвского механического завода. Как вспоминал сам Преображенский, на занятиях кружка он «довольно длинно, но не очень убедительно» разъяснял своим подопечным программу партии".
Летом 1904 года Преображенский вёл социал-демократическую пропаганду среди рабочих Мальцевского заводского округа (главным образом Мальцевского хрустального завода в селе Дятьково Брянского уезда Орловской губернии).
В апреле и мае 1905 года Преображенский выступал одним из организаторов всеобщих забастовок и митингов учащихся учебных заведений Орла.

### Революция 1905—1907 годов в России
В октябре 1905 года Преображенский был кооптирован в члены Орловского комитета РСДРП. К этому времени он уже твёрдо встал на большевистские политические позиции. В октябре же 1905 года, после опубликования Манифеста от 17 октября 1905 года «Об усовершенствовании государственного порядка», Преображенский участвовал в борьбе против контрреволюционных погромов в Орле.
В октябре — ноябре 1905 года Е. А. Преображенский вёл партийную работу на одном из Брянских заводов.
В ноябре—декабре 1905 года Преображенский — ответственный пропагандист Пресненского районного комитета РСДРП в Москве; участвовал в Декабрьском вооружённом восстании 1905 года в Москве: Е. А. Преображенский, по его собственным воспоминаниям, 

…присутствовал на заседаниях районного комитета, руководившего пресненским восстанием, когда нашими силами командовал Седой. Моя функция в это время заключалась, главным образом, в проведении митингов на бастующих заводах, обстреливавшихся уже в это время артиллерией с Ваганьковского кладбища. Когда Пресня была уже оцеплена семёновцами и горела, я, спрятавши свой браунинг в ватерклозете своей квартиры, пробрался через цепь солдат ночью в центр города, съездил на несколько дней в Орёл и потом вернулся в распоряжение бюро нашего центрального комитета в Москве….
В декабре 1905 — марте 1906 годов Преображенский — член Пермского комитета РСДРП.
18 марта 1906 года, «по провокации небезызвестного в Мотовилихе Вотинова», Е. А. Преображенский был арестован в Перми. Это было его первое «тюремное сидение». Пять месяцев спустя, в августе 1906 года, после четырёхдневной голодовки, он был освобождён из тюрьмы за недостатком улик под надзор полиции".
В августе 1906 года Преображенский вновь стал членом Пермского комитета РСДРП, вёл партийную работу в Екатеринбурге, Челябинске и Уфе.
В том же августе 1906 года Преображенский, командированный Пермским комитетом РСДРП в Петербург с целью закупки автоматических пистолетов для боевой дружины Пермского комитета РСДРП, был арестован на Казанском вокзале в Москве, как писал он в своей автобиографии, по провокации Фомы Лебедева, в 1919 году случайно опознанного им в Орле, а позже расстрелянного в Перми. Преображенский был препровождён в пермскую тюрьму. Во время следствия содержался под стражей поочерёдно в пермской тюрьме, Николаевском исправительном арестантском отделении гражданского ведомства (около 8 мес.) и казанской тюрьме.
В 1907 году Уголовный департамент Казанской судебной палаты освободил Преображенского из-под стражи «за недостатком улик».
После освобождения из тюрьмы Преображенский был в 1907—1908 годах членом Уральского областного комитета РСДРП, вёл партийную работу на Южном Урале, преимущественно в городах Уфа и Златоуст; присутствовал в качестве делегата от Уральского областного комитета РСДРП на III конференции Российской социал-демократической рабочей партии (1907 г.), где познакомился с В. И. Лениным. В марте 1908 года Преображенский «…был арестован на челябинской городской конференции, проглотил порядок дня и шифрованные адреса и в ту же ночь благополучно бежал из полицейского участка».

### Между двумя революциями
В конце апреля 1908 года Е. А. Преображенский был арестован на улице в Уфе полицейскими агентами и в 1908—1909 годах содержался, до суда, под стражей в уфимской, челябинской и пермской тюрьмах. Осенью 1909 года Преображенский был осуждён к ссылке на поселение. В январе 1911 года Преображенский, при содействии ниже-илимских ссыльных революционеров, бежал с места ссылки в село Тулун Нижнеудинского уезда Иркутской губернии.
В 1911—1912 годах Е. А. Преображенский — сотрудник легальной марксистской газеты «Обская жизнь» в городе Ново-Николаевск (ныне Новосибирск) Томской губернии и уезда и член Ново-Николаевского комитета РСДРП.
Осенью 1912 года Преображенский «по провокации» был арестован царскими властями. В 1915 году царские власти разрешили Е. А. Преображенскому переехать с места ссылки в город Иркутск.
В 1915—1917 годах Преображенский вёл партийную работу в Иркутске и Чите: был членом Иркутского комитета РСДРП.

### После Февральской революции 1917 года
После Февральской буржуазно-демократической революции 1917 года в России Преображенский, с середины марта по апрель 1917 года, занимал посты товарища (заместителя) председателя Читинского Совета рабочих и солдатских депутатов и члена Президиума Комитета общественных организаций Читы. Выступал за сотрудничество организаций — членов Комитета общественных организаций Читы, за условную поддержку Советами Временного правительства, так как считал, что происходящая революция «является буржуазной по своим задачам, но осуществляется силами революционного пролетариата и крестьянства» («Забайкальский рабочий», Чита, 1917, 31 марта): для того, чтобы достичь социализма, «нужна не только вторая, на этот раз уже социалистическая революция, но и то, чтоб развитие нашей промышленности достигло такой степени, что устранение капитала могло бы совершиться легко и безболезненно. Пока же нам до этого далеко» («Забайкальский рабочий», Чита, 1917, 22 марта). Был делегатом I Восточно-Сибирского съезда Советов рабочих, солдатских и крестьянских депутатов (7—13 апреля 1917 г.), членом президиума съезда. На съезде заявил: 

Не согласен, что захват власти рабочим классом ведёт к осуществлению социализма… Возможно, что Совет рабочих и солдатских депутатов принуждён будет проявлять требования в пределах буржуазного строя" (Агалков В. Т., Советы Сибири 1917—1918, Новосибирск, 1978, с. 20—21).
В апреле 1917 года Е. А. Преображенский был избран делегатом на I Всероссийский съезд Советов рабочих и солдатских депутатов и направился в Петроград.
По пути на I Всероссийский съезд Советов, в мае—июне 1917 года, Преображенский остановился в Златоусте, где вёл партийную работу, был членом Златоустовского комитета РСДРП.
3—24 июня (16 июня — 7 июля) 1917 года Е. А. Преображенский принимал участие в качестве делегата в работе I Всероссийского съезда Советов рабочих и солдатских депутатов. Внёс от фракции большевиков резолюцию, осуждающую политику Временного правительства, оттягивающего решение вопросов, связанных с осуществлением национальных прав угнетённых народов; съезд резолюцию не принял (Первый Всероссийский съезд Советов рабочих и солдатских депутатов. [Стенографич. отчёт], т. 2, М.—Л., 1931, с. 182). На заседании съезда 22 июня от комиссии съезда по национальному вопросу выступил с резолюцией о борьбе с антисемитизмом, которая была единогласно принята (Первый Всероссийский съезд Советов рабочих и солдатских депутатов. [Стенографич. отчёт], т. 2, М.—Л., 1931, с. 239—240).
В июне—июле 1917 года Е. А. Преображенский — член Златоустовского комитета РСДРП.

### Октябрьская революция и гражданская война
С 18 июля 1917 по 5 (18) января 1918 годов Преображенский — член Уральского областного комитета РСДРП(б), был делегирован Уральским комитетом на VI съезд РСДРП(б), проходивший в 26 июля — 3 августа (8—16 августа) 1917 года. Полемизировал на съезде с И. В. Сталиным, выступавшим с Политическим отчётом ЦК и утверждавшим, что мирный период революции кончился и следует снять лозунг «Вся власть Советам!». Съезд поправку Преображенского отклонил. После победы Октябрьского вооружённого восстания 1917 года в Петрограде Е. А. Преображенский в октябре 1917 года участвовал в установлении Советской власти в Златоусте и Златоустовском горном округе.
Преображенский с 5 (18) января по 29 апреля 1918 года был кандидатом в члены Уральского областного комитета Российской Коммунистической партии (большевиков) [РКП(б)] и членом Редакционной коллегии газеты «Уральский рабочий» — печатного органа Уральского областного комитета РКП(б), с 29 апреля 1918 по 16 января 1919 годов — членом Уральского областного комитета РКП(б), с мая 1918 по 16 января 1919 годов — председателем Президиума Уральского областного комитета РКП(б), в 1919—1920 годах — членом Редакционной коллегии газеты «Правда» — печатного органа ЦК и Московского комитета РКП(б) и уполномоченным Всероссийского Центрального Исполнительного Комитета Советов рабочих, крестьянских и казачьих депутатов (ВЦИК) по Орловской губернии, в 1920 году — секретарём Уфимского губернского комитета РКП(б), являлся одним из организаторов вооружённой борьбы против мятежа Отдельного Чехословацкого корпуса и против колчаковских войск в 1918 году. 
В январе—августе 1918 года Преображенский входил в ядро группы «левых коммунистов» внутри РКП(б); утверждал, что «бумажный договор с Германией, не опирающийся на реальное соотношение сил, не представляет никакой защиты для Советской власти… Революционная война, как бы слабо мы не были к ней подготовлены, неизбежна… Эта война укрепит Советскую власть внутри страны и никакие поражения на внешнем фронте не в состоянии будут её свалить» («Уральский рабочий», 1918, 3 марта), а также, что «весь план тов. Ленина является, в сущности говоря, попыткой спасти жизнь Советской власти посредством самоубийства» («Уральский рабочий», 1918, 6 марта). 
Будучи делегатом V Всероссийского съезда Советов рабочих, крестьянских, красноармейских и казачьих депутатов (1918 г.), как член большевистской фракции съезда, участвовал в подавлении левоэсеровского мятежа 1918 года в Москве и был легко контужен в левый висок при наступлении советских войск на Центральный телеграф (7 июля 1918 г.), занятый левоэсеровскими мятежниками; в июле 1918 года «был командирован на несколько дней Ревсоветом в район Курска, чтобы поддержать дисциплину в наших войсках, стоявших на границе с Украиной». Присутствовал при террористическом акте (взрыве бомбы большой разрушительной силы) в здании Московского комитета РКП(б) в Леонтьевском переулке в Москве, совершённом 25 сентября 1919 года организациями «анархистов подполья» и левых эсеров.
С 5 апреля 1920 года по 16 марта 1921 годов Преображенский был Секретарём ЦК РКП(б); в апреле-июне 1920 года был первым главой Агитационно-пропагандистского отдела ЦК РКП(б).
Во время дискуссии о профсоюзах, происходившей в РКП(б) в конце 1920 — начале 1921 годов, Е. А. Преображенский вместе с Н. И. Бухариным и другими образовали «буферную» группу.

### Период НЭПа
В 1921—1924 годах Преображенский — председатель Финансового комитета ЦК РКП(б) и Совета народных комиссаров (СНК) Российской Социалистической Федеративной Советской Республики (РСФСР), одновременно в 1921 году — председатель Главного управления профтехнических школ и высших учебных заведений Народного комиссариата просвещения РСФСР, с 14 сентября 1921 по 6 марта 1922 годов — заведующий отделом журнала «Коммунистический Интернационал», в 1921—1923 годах — член Коллегии Народного комиссариата финансов РСФСР, в 1923 году — член Аграрной комиссии Исполнительного Комитета Коммунистического Интернационала. В 1924—1927 годах Е. А. Преображенский — заместитель председателя Главного концессионного комитета при СНК Союза Советских Социалистических Республик (СССР), одновременно член Коллегии Народного комиссариата финансов СССР, в 1926—1928 годах — член Главной редакции 1-го издания Большой советской энциклопедии.
С 1923 года Евгений Преображенский принадлежал к Левой оппозиции, был одним из инициаторов и авторов «Заявления 46-ти» и в августе или 13 октября 1927 года был исключён из партии «за организацию нелегальной антипартийной типографии», 28 ноября исключен из Общества старых большевиков, а в январе 1928 года — выслан из Москвы в казахский город Уральск, где работал в плановых органах.
В 1928—1930 годах Е. А. Преображенский работал в аппарате Государственного планового комитета Татарской Автономной Советской Социалистической Республики.
После начала индустриализации в СССР Преображенский перешёл на сторону Сталина, считая, что его фракция выполняет программу Левой оппозиции, — в то время он не имел представления о том, что творится в деревне. В июле 1929 года вместе с К. Б. Радеком и И. Т. Смилгой Преображенский направил в ЦК ВКП(б) письмо, в котором заявил об идейном и организационном разрыве с оппозицией и в январе 1930 года был восстановлен в партии.

### В 30-х годах
В 1930—1932 годах Е. А. Преображенский — заместитель председателя Нижегородского краевого планового комитета, в 1932—1933 годах — член Коллегии Народного комиссариата лёгкой промышленности СССР.
Познакомившись со сталинской политикой в деревне не по статьям в «Правде», Преображенский из условного союзника вновь превратился в убеждённого противника (в отличие от своего былого обличителя Бухарина) и вместе с И. Н. Смирновым создал подпольную оппозиционную организацию. На допросах в тюрьме на Лубянке в 1937 году он признал существование в 1931—1932 гг. этой организации и так объяснил позицию «смирновцев»:

1. Темпы коллективизации взяты не по силам. Деревня отошла от середняцкого хозяйства и не освоила коллективное, а в результате резкое падение производительных сил сельского хозяйства; огромные продовольственные затруднения, и ряд совершенно ненужных жестокостей в борьбе с кулачеством.
2. Темпы индустриализации взяты непосильные. В результате невыполнение плана капиталовложений, срыв сроков ряда строек, сокращение личного потребления рабочих, перенапряжение в труде и как результат — общее ухудшение материального положения пролетариата.
3. Неверная политика в Коминтерне, приводящая к изоляции компартии в борьбе с фашизмом, особенно в Германии.
4. Невыносимый партийный режим, при котором невозможно обсуждение ни одного больного вопроса, волнующего страну. Партийной дисциплине противопоставлялась троцкистская внутрипартийная демократия.
5. На идеологическом фронте — полнейший застой. Это результат политики ЦК, которая доводит дисциплину мысли до централизации мысли и, культивируя бездарности, задерживает всякое умственное развитие молодёжи.
Из всего этого, естественно, делался вывод о необходимости борьбы с политикой ЦК и руководством партии.
В январе 1933 года Е. А. Преображенский был вновь исключён из ВКП(б), арестован и привлечён в качестве обвиняемого по делу так называемой «контрреволюционной троцкистской группы И. Н. Смирнова, В. А. Тер-Ваганяна, Е. А. Преображенского и других» . Преображенскому было предъявлено обвинение в участии в нелегальной «контрреволюционной троцкистской группе», которая «ставила себе целью воссоздание подпольной троцкистской организации на основе новой тактики двурушничества с целью проникновения в ВКП(б) и государственный и хозяйственный аппарат для организации и сплочения контрреволюционных и антипартийных элементов, имея в виду возглавить контрреволюционное движение». Следствие по делу было проведено Секретно-политическим отделом ОГПУ при СНК СССР с грубейшими нарушениями норм уголовно-процессуального законодательства. Преображенский был арестован без санкции прокурора. Е. А. Преображенскому вообще не предъявлялось постановление о привлечении его в качестве обвиняемого. 16 января 1933 года постановлением Особого совещания при Коллегии ОГПУ при СНК СССР Преображенский был приговорён к высылке в Казахстан сроком на 3 года. Допрос же Е. А. Преображенского состоялся 17 января 1933 года, то есть уже после его осуждения.
На основании статьи 1 Указа Президиума Верховного Совета СССР от 16 января 1989 года «О дополнительных мерах по восстановлению справедливости в отношении жертв репрессий, имевших место в период 30 — 40-х и начала 50-х годов», 6—7 апреля 1989 года постановление Особого совещания при Коллегии ОГПУ при СНК СССР от 16 января 1933 года, вынесенное в отношении Е. А. Преображенского, было отменено, а сам Преображенский — посмертно реабилитирован.
В декабре 1933 года Преображенский был восстановлен в партии. В 1933—1936 годах был заместителем начальника Центрального планово-финансового отдела Народного комиссариата зерновых и животноводческих совхозов СССР. В 1936 году он был снова исключён из ВКП(б).
20 декабря 1936 года или 2 января 1937 года Преображенский был вновь арестован. 13 июля 1937 года уголовное дело по обвинению Преображенского в руководстве «Молодёжным троцкистским центром» и участии в контрреволюционной террористической организации было рассмотрено Военной коллегией Верховного суда СССР; Е. А. Преображенский был приговорён к расстрелу, и в тот же день приговор в отношении него был приведён в исполнение. Посмертно реабилитирован 22 декабря 1988 года Пленумом Верховного суда СССР.
16 мая 1990 года Комитет партийного контроля при ЦК Коммунистической партии Советского Союза (КПСС) посмертно восстановил Е. А. Преображенского в рядах КПСС.

## Членство в высших партийных и государственных органах
Кандидат в члены ЦК РСДРП(б) в 1917—1918 годах; член ЦК РКП(б) в 1920—1921 годах; член Организационного Бюро ЦК РКП(б) с 5 апреля 1920 по 16 марта 1921 годов. Член Контрольной Комиссии РКП(б) в 1920—1921 годах. Кандидат в члены Президиума ВЦИК в 1917—1918 годах. Был членом Центрального Исполнительного Комитета СССР.

## Научные и политические взгляды
Е. А. Преображенский — автор ряда пропагандистских и политэкономических трудов. В октябре 1919 года Преображенский совместно с Н. И. Бухариным написал книгу «Азбука коммунизма». Книга популярно излагала Программу РКП(б), принятую на VIII съезде партии (1919 г.), печаталась огромными тиражами, была переведена на все основные языки мира и в течение десятилетия играла роль базового учебника коммунистической доктрины для молодых членов коммунистических и рабочих партий и коммунистических союзов молодёжи Советской России и зарубежных стран. Авторы «Азбуки коммунизма» предполагали, что пролетарская власть Советской России планомерно развернёт политику «военного коммунизма» во все отрасли хозяйства, введёт центральное планирование промышленности взамен рыночных механизмов, подтолкнёт коллективизацию в сельском хозяйстве в форме добровольных совхозов, коммун и колхозов, которые начнут на рынке состязаться с личным крестьянским хозяйством. Европейская социалистическая революция сможет протянуть мост между вынужденной в условиях гражданской войны распределительно-уравнительной политикой «военного коммунизма» и развёрнутым построением социалистического общества, основанного на материальном изобилии.
В 1920 году Е. А. Преображенский написал брошюру «Бумажные деньги в эпоху пролетарской диктатуры», в которой исследовал проблему денег и денежного обращения в переходную эпоху диктатуры пролетариата. В этой брошюре Преображенский выдвинул тезис о планомерном упразднении рынка и денег и плавном переходе к коммунистическому распределению. В 1926 году Е. А. Преображенский написал книгу «Новая экономика», в которой развернул свой анализ советского хозяйства, описывая, как в нём совмещаются элементы социалистического планового производства со стихийными рыночными силами. Обосновывал концепцию «двух регуляторов» хозяйства СССР: рыночному закону ценности противопоставлял закон «первоначального социалистического накопления», то есть «эксплуатации досоциалистических форм хозяйства» ради обеспечения накоплений для индустриализации. Практическим следствием этого закона рассматривал усиленное налогообложение зажиточных крестьян, «ножницы цен» (завышенные — на товары огосударствленной промышленности, заниженные — на продукцию крестьянских хозяйств), бумажно-денежную экспансию. Как перспективный результат — вытеснение государственным регулированием рыночных начал.
Концепция Преображенского вызвала возмущение председателя Совнаркома А. И. Рыкова тем, что у Преображенского «деревня только дойная корова для индустрии», и беспартийных экономистов (особенно Н. Д. Кондратьева) и была подвергнута резкой критике в печати Н. И. Бухариным, однако взята на вооружение «левой оппозицией». Являясь противником НЭПа, Преображенский полагал, что его нельзя уничтожить одним ударом, а нужно систематично вести сознательное «пожирание» частного хозяйства ускоренным развитием социалистической системы.
Широко распространённое мнение о том, что Преображенский был противником НЭПа, оспаривал И. Дойчер. По его мнению, полемика Преображенского с Бухариным в российской историографии изучается, как правило, по одному источнику — по Бухарину, который в своих сочинениях искажал взгляды левой оппозиции, приписывая её членам антинэповские устремления: Преображенский был всего лишь поборником модернизации экономики и не видел для проведения индустриализации иных источников, кроме сельского хозяйства. Не указал их, однако, и Бухарин. Такой же точки зрения придерживается В. З. Роговин.

## Сочинения
- Анархизм и коммунизм, М.—Пг., 1916;
- О крестьянских коммунах. (Разговор коммуниста-большевика с крестьянином), М.—Пг., 1918;
- Нужна ли хлебная монополия? Архивная копия от 25 февраля 2020 на Wayback Machine, М., 1918;
- С кем идти крестьянской бедноте?, Смоленск, 1918;
- Крестьянская Россия и социализм Архивная копия от 30 октября 2020 на Wayback Machine, Пг., 1918;
- Азбука коммунизма, М., 1919 (совместно с Н. И. Бухариным);
- Трёхлетие Октябрьской революции, М., 1920;
- Перспективы новой экономической политики Архивная копия от 11 мая 2008 на Wayback Machine // Красная новь. 1921 г. № 3. С. 201—212;
- Русский рубль за время войны и революции Архивная копия от 24 февраля 2008 на Wayback Machine // Красная новь. 1922 г. № 2. С. 242—257;
- Крах капитализма в Европе Архивная копия от 4 июля 2007 на Wayback Machine // Красная новь. 1922 г. № 5. С. 151—165;
- О морали и классовых нормах, М.—Пг., 1923;
- Е. А. Преображенский: Архивные документы и материалы: 1886—1920 гг., М., Издательство Главархива Москвы, 2006;
- Новая экономика (теория и практика): 1922—1928 гг., т. I—II, М., Издательство Главархива Москвы, 2008;
- Деньги и мировой капитализм (исследования, научно-популярные работы): 1921—1931 гг., М., Издательство Главного архивного управления города Москвы, 2011.